# Whitfieldia brazzaei
Whitfieldia brazzaei är en akantusväxtart som först beskrevs av Henri Ernest Baillon, och fick sitt nu gällande namn av C. B. Cl.. Whitfieldia brazzaei ingår i släktet Whitfieldia och familjen akantusväxter. Inga underarter finns listade i Catalogue of Life.